# 北川智子 (女優)
北川 智子（きたがわ ともこ、本名：巻 智子 1979年4月23日 - ）は、大阪府枚方市出身の元女優。

## 経歴
- 小学2年生から父が働くサイパンに移住し、高校までサイパンで暮らし、その後同志社大学文学部英文学科へ入学。
- 1999年、市川準監督の映画『大阪物語』でデビュー。
- 2000年、市川準監督の映画『ざわざわ下北沢』に主演。第12回山路ふみ子映画賞新人女優賞受賞。
- 2007年4月24日、ジェフ千葉所属の巻誠一郎と結婚。同時に芸能界から一時引退。
- 2008年1月21日、第一子（長男）、2009年9月14日に第二子（次男）を出産。

## 出演

### ドラマ
- ランチの女王（フジテレビ）
- 恋する京都（NHK）
- そして明日から（2003年、北海道テレビ放送・テレビ朝日系列局全国放送）

### 映画
- 大阪物語（1999年）- サチ 役
- ざわざわ下北沢（2000年）- 有希 役
- ざわざわ下北沢 の、できるまで。（2001年）- 有希 役
- 竜馬の妻とその夫と愛人（2002年）- 椿屋の女給 役
- 鉄人28号（2005年）- 加藤志津絵 役
- ラブ サイコ/狂惑のホラー（2006年）

### CM
- NTTテレビ電話「フェニックスミニ」

### PV
- Olive Branch『恋のフラフープ』